# Ewald Steinmetz & Co.
Ewald Steinmetz & Co. oder kurz Steinmetz & Co. genannt, war ein im 19. Jahrhundert in Hannover gegründetes, international tätiges Grafik-, Illustrations- und Reproduktions-Unternehmen mit angeschlossenen Druckereien. Die Firma lieferte ihre Druckstöcke teils auch an andere Druckereien.

## Geschichte
Nachdem der Holzschneider F. Hille seine Kunstwerkstatt in der Gründerzeit des Deutschen Kaiserreichs bis 1880 in der Reuterstraße ▼ betrieben hatte, übernahm im selben Jahr der aus Braunschweig stammende Ewald Steinmetz das Unternehmen. 1884 beschäftigte Steinmetz sieben Gehilfen und zwei Lehrlinge. Die Firma Ewald Steinmetz, Xylographie belieferte bald Firmen im In- und Ausland. Nicht nur belletristischen Illustrationen wurden nachgefragt; für die durch den Holzstich reproduzierbaren technischen Grafiken und Zeichnungen zählte insbesondere die wöchentlich erscheinende englische Fachzeitschrift Engineering zu den regelmäßigen Abnehmern. 1890, im selben Jahr beschäftigte die Firma nur noch sechs Lehrlinge, wurde anstelle der zu eng gewordenen Firmenräume ein erstes eigenes Betriebsgebäude errichtet unter der seinerzeitigen Adresse Kronenstraße 34. ▼,
Als sich ab dem Beginn der 1890er Jahre „[...] durch die Erfindung der fotomechanischen Reproduktionsverfahren eine Umwälzung auf dem Gebiete des Illustrationswesens zu vollziehen begann“, wurde der „Holzschneidekunstwerkstatt“ zunächst ein fotografisches Atelier, dann auch eine „Galvanoplastische Anstalt“ angegliedert. Im Adressbuch der Stadt Hannover waren seinerzeit auch die künstlerischen Leistungen herausgestellt. Vor allem Industrieunternehmen in Schweden und Frankreich, bald auch verstärkt in Deutschland, zählten zu den regelmäßigen Abnehmern der graphischen Produkte aus dem Hause Steinmetz, bis es ab dem Beginn des 20. Jahrhunderts zu geschäftlichen Verlusten kam. In der Folge wurde der Betrieb zunächst in die Straße Lange Laube ▼ verlegt, 1905 keinerlei Gehilfen oder Lehrlinge mehr beschäftigt. Mitten im Ersten Weltkrieg starb Ewald Steinmetz, seine Witwe und Töchter führten das Geschäft jedoch bis 1918 weiter, bis es um den Beginn der Weimarer Republik in das Eigentum von Oskar Lüders überging. Trotz anfangs wieder nur weniger Gehilfen zählte das Haus Steinmetz bald zum größten und leistungsfähigsten seiner Art in Norddeutschland.
1926 war das Unternehmen in eine GmbH umgewandelt worden. Bis 1927 hatte die E. Steinmetz & Co. GmbH, Graphische Kunstanstalten einen vergleichsweise riesigen eigenen Komplex aus Fabrikgebäuden unter dem Firmensitz Goethestraße 9 ▼ errichten lassen. Apparate, Maschinenpark und Personal lieferten nun auch Produkte von der einfachen Zinkätzung über den Offsetdruck bis hin zu komplizierten Vierfarben-Autotypien. Zu einem Spezialgebiet bei Steinmetz zählte die „[...] fotolithographische Übertragung vielfarbiger Originale in größten Formaten“.

## Bekannte Werke (Auswahl)
Zeichnungen
- Illustrationen der eigenen Geschäftsgebäude[1]

Fotografien
- Bankhaus A. Spiegelberg, 1895 von Alexander und Georg Spiegelberg erworbenes Bankgebäudes an der Landschaftsstraße 1[5]
- Geschäftshäuser von Wilhelm Eichhorn in der Reitwallstraße[6]
- Geschäftshaus und Innenansichten der 1788 gegründeten Kaffee-Rösterei und Kolonialwaren-Großhandlung von Carl Capelle in der Schmiedestraße 9, erbaut in den Jahren zwischen 1560 und 1570[7]
- 1755 erbautes und aus königlichem Besitz erworbenes Geschäftshaus des Weingroßhändlers Franz Mumme in der Straße Am Markte 13[8]
- 1816 durch den Eisenhändler P. H. Brauns erworbenes Renaissancehaus in der Osterstraße 73[9]
- Eingangshalle des Tischleramts, Lange Laube 7A[10]